# 아지트 자인
아지트 자인(영어: Ajit Jain, 1951년 7월 23일 ~ )은 인도의 기업인으로 버크셔 해서웨이의 부회장을 역임했다. 인도의 오디샤주에서 자랐으며 전 도이치은행 Co-CEO인 안슈 자인의 사촌이다.

## 교육
1968년 인도 공과대학교 카라그푸르에 입학하여 1972년 기계공학 학사 학위를 수여받았다.

## 경력
1969년 IBM 인도 지부에 취직하였다. 1976년 IBM이 인도에서 철수하면서 직장을 잃게되고 이 계기로 미국으로 유학을 떠나 하버드 경영대학원에 입학하여 경영학 석사학위(MBA)를 취득했다.
학업을 마친 후 세계 최대 컨설팅 기업 맥킨지 & 컴퍼니에 입사하였다. 1986년, 맥킨지 & 컴퍼니에서 일하다 사퇴후 버크셔 해서웨이에서 일하던 전 상사 마이클 골드베르크에게서 초대받아 버크셔 해서웨이에 입사하게 되었다.
본래 워렌 버핏 회장의 후임자로는 데이비드 소콜이 거론되었지만 내부거래로 고소를 받으면서 쫓겨나게 되었다. 이때부터 차기 후임자로 예상되다가 2018년 1월 10일 버크셔 해서웨이의 부회장 자리에 오르면서 차기 후임자로 확정되는 분위기다. 보험 부문 부회장이며 비보험 부문 부회장인 그레고리 아벨 부회장과 차기 회장직을 놓고 경쟁을 하게 되었다. 워렌 버핏 회장은 이 둘의 부회장 자리 내정에는 본인과 상관이 없다고 일축했지만 사실상 후임자는 이 두 인물 중 하나로 예상되고 있다. 하지만 1980년대부터 다시 보험시장에는 처음 진출하던 버크셔 해서웨이를 초기부터 책임져 현재 주력사업으로 일궈낸 인물이기에 좀 더 높은 평가를 받고있다.

## 기타
대학교에서는 기계공학을 전공했지만 동료들의 증언에 따르면 공학에는 그다지 관심이 없고 세계정세에 관심을 가져 하루종일 동료들과 토론하는 것을 즐겼다고 한다.